# 零時十分
零時十分是一首1984年的香港粵語歌曲，由林子祥作曲，林振強填詞，鮑比達編曲，葉蒨文主唱，為葉蒨文到香港發展後的第一首原唱粵語歌、膾炙人口的成名作。

## 創作與製作
零時十分時長3:18，由林子祥作曲，是林子祥第一首寫予葉蒨文的作品，此後兩人經常合作並成為情侶。林子祥曾透露自己習慣在廁所內創作，此歌是其中一例，以一個多小時就完成。完成譜曲的翌日林子祥將其交給填詞人林振強，二人商討歌詞題材，最後以「零時十分」作為定案。
歌詞主題是一名女子在生日的深夜獨自喝香檳酒消愁，她憶起以往有情人陪伴渡過的生日，不勝唏噓。歌詞三段均以英文歌詞作結，均是將英文生日歌的「Happy birthday to you」（祝你生日快樂）一語作出修改，分別是提及過去回憶的第一段中改成「Happy birthday my loved one」（生日快樂我的親愛），以及描述夜深不同時段的第二、三段中改為「Happy birthday to me」（祝我生日快樂）。
在此歌之前，蔡琴已有一首國語歌零時十七分，但主題與此歌分別很大，只是歌名接近:94。
此歌收錄於葉蒨文第一張粵語專輯《葉蒨文》，是其主打歌。

## 獲獎及提名
| 獲獎年份 | 頒獎典禮                              | 獎項           | 結果 |
| -------- | ------------------------------------- | -------------- | ---- |
| 1985     | 無綫電視 1984年度十大勁歌金曲頒獎典禮 | 十大勁歌金曲獎 | 獲獎 |

## 反響

### 評價
資深樂評人黃志華及研究流行曲的學者朱耀偉對此歌歌詞有詳細分析，且均褒揚為林振強作品之中較具代表性的一首，散見於他們的著作，作家月巴氏對此有所整理。月巴氏指此歌用詞淺白，但有效表達情緒，營造氣氛。黃志華稱讚此歌描寫詞中人孤單等待及痴情，沒有直接用「等待」、「等候」、「痴」等詞，當中以「無人夜中穿起那明豔舞衣」表達痴情，是林振強後來另一首名作傻女中「穿起你的毛衣......」的雛型。詞中人無聊枯候的心情也沒有被直接描寫，而是以「綿綿夜雨 無言淚珠 齊來為我添氣氛」這樣的自我安慰反透出箇中苦悶。回憶中過去生辰的「零時十分」及現在生辰的「零時十分」形成了巧妙的「時空交疊」。詞中交代時間的流逝，除了直接提及「二時」、「六時」，也利用了香檳的溫度變化，這點多被人所稱讚。
朱耀偉著眼於此歌「英文入詞」的功力，他指詞中將「Happy birthday to you」扭轉為「Happy birthday to me」，巧妙且妥貼地突顯出詞中人的孤單，此語用於詞中所描述的時間推移，「極為精警」。朱耀偉指此歌與林振強寫予葉蒨文的另一首長夜 My Love Goodnight，掀起了香港詞壇「英文入詞」的潮流，兩首作品中以此歌為最佳，其後林振強或其他人作品中的英文也往往只是「無機」的點綴，而此歌的英文歌詞則能夠真正作為整首詞的「有機」構成部分。音樂學者徐允清對詞人運用三句「Happy birthday to...」的看法與朱耀偉相近，他認為有強烈的淒清感，最後一句「Happy birthday to me」沒有旋律，變成獨白，更是突出這點。著名填詞人鄭國江在一訪談中被問及對粵語歌混入外語、國語歌詞的看法，亦表示「Happy birthday to me」一句令他感動。
林振強本人亦很喜歡這首詞，雖然同年他憑摘星獲得香港電台第七屆十大中文金曲最佳中文（流行）歌詞獎，但他曾表示自己該年作品中最喜歡的是零時十分，沒有提交它參選中文（流行）歌詞獎，是因為含有英文歌詞，怕不合資格。:130-131
朱耀偉又指1980年代中期香港樂壇開始出現音樂錄影帶的潮流，填詞人亦因而重視視覺元素，構建場景、意象營造氣氛，與音樂錄影帶的拍攝互相配合。此歌是典型例子之一。
黃志華另有評論鮑比達的編曲：「那低彈輕撥的結他，低音提琴，加上輕悠悠的口琴，電子合成器的樂音，把我們引進下着綿綿細雨的更深夜靜的境界中去。」

### 翻唱及參考
國際唱片業協會（香港會）的「音樂永續2020」計劃中安排了女歌手曾若華翻唱此歌。資深「發燒碟」女歌手陳潔麗亦曾推出翻唱版本。2021年新晉男歌手林智樂在其生日當晚上載了翻唱此歌的音樂影片。
1997年，自認受林振強影響最深的著名填詞人黃偉文，為歌手梁漢文寫了一首零時十一分，作為對林振強這首零時十分的回應:93:140，其中詞句「零時...分」、「關燈」、「香檳」、「細雨」、「生辰」等均借用或演變自零時十分，具有同樣的意象及描寫孤獨感。2007年，梁漢文本想策劃將零時十一分，以舊詞新曲形式重寫，但因無法取得舊詞版權，所以請來另一著名填詞人林夕再為他填寫新詞，變成另一首新曲新詞的零時十幾分:93，詞中亦有「香檳」、「誕辰」，亦描寫孤獨感。